# Austen Chamberlain
Austen Chamberlain KG PC (Birmingham, Regne Unit 1863 - Londres 1937) fou un polític britànic que fou nomenat Ministre d'Afers Estrangers i que el 1925 rebé el Premi Nobel de la Pau juntament amb Charles Gates Dawes.

## Joventut i estudis
Nasqué el 16 d'octubre de 1863 a Birmingham fill del polític Joseph Chamberlain, secretari d'Estat per les Colònies i alcalde de la ciutat de Birmingham, i de Harriet Chamberlain, morta al part. Fou germà, per part de pare, del també polític i primer ministre Neville Chamberlain.
Després d'estudiar al Trinity College de Cambridge es llicencià en ciències polítiques per la Universitat de Cambridge. Posteriorment viatjà a l'Europa continental, especialment a París i Berlín, on tingué contactes amb polítics com Georges Clemenceau, Alexandre Ribot o Otto von Bismarck.

## Vida política
Al seu retorn a Londres fou escollit diputat de la Cambra dels Comuns pel Partit Conservador el 1892.
Anà escalant posicions dins el seu propi partit i en el govern, sent nomenat Chancellor of the Exchequer (Ministre de Finances i del Tresor) entre 1903-1905 i 1919-1921; també fou nomenat Secretari d'Estat per l'Índia entre 1915-1917. Després de les eleccions al Parlament del Regne Unit de 1918 va formar part d'un govern de coalició amb el partit liberal de David Lloyd George. Els ministres conservadors van abandonar el govern de coalició l'octubre de 1922 disconformes amb la signatura del tractat Angloirlandès de 1921, la proclamació de l'Estat Lliure d'Irlanda el 1922 i el suport que el Regne Unit donà a Grècia durant la guerra amb Turquia, i Chamberlain renuncià al liderat del partit sent succeït per Andrew Bonar Law. i David Lloyd George hagué de convocar noves eleccions, que foren guanyades pels conservadors.
A partir de 1925 i fins al 1929 fou nomenat Ministres d'Assumptes Exteriors. Al costat de Gustav Stresemann i Aristide Briand va ser un dels artífexs de la signatura del tractat de Locarno l'any 1925, posant fi a les disputes territorials entre França i Alemanya així com posant condicions al pagament de les indemnitzacions alemanyes per la Primera Guerra Mundial. Gràcies a la seva participació en aquest fet el 1925 fou guardonat amb el Premi Nobel de la Pau juntament amb Charles Gates Dowes.
Entre 1934 i 1937 es posicionà, al costat de Winston Churchill, a favor del rearmament britànic per poder fer front a la política nazi del govern d'Adolf Hitler a Alemanya. Austen Chamberlain morí el 17 de març de 1937 a Londres pocs dies abans de veure com el seu germà Neville Chamberlain esdevenia Primer Ministre.